# Uwe Becker (Fußballspieler)

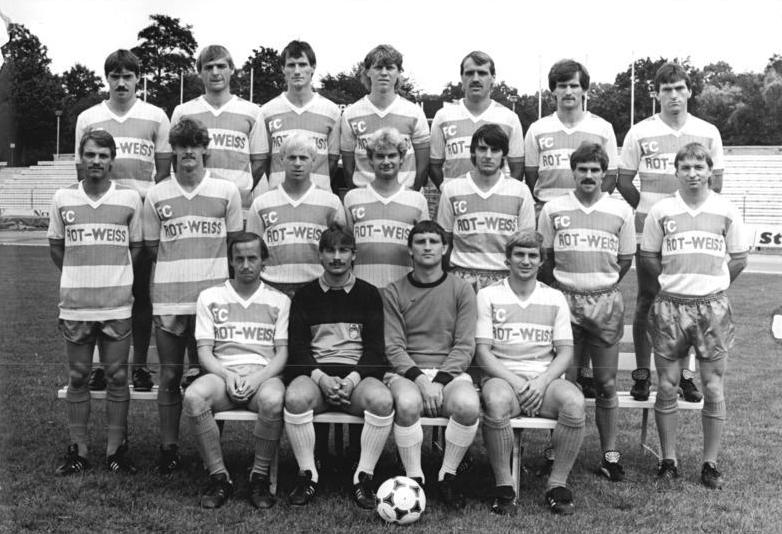
Uwe Becker (mittere Reihe, erster von rechts) mit FC Rot-Weiß Erfurt im Jahr 1986

Uwe Becker (* 18. November 1959) ist ein ehemaliger deutscher Fußballspieler. Von 1978 bis 1988 bestritt er für den FC Rot-Weiß Erfurt 88 Spiele in der DDR-Oberliga, der höchsten Spielklasse im DDR-Fußball. Becker ist 21-facher Juniorennationalspieler.

## Sportliche Laufbahn
Uwe Becker spielte ab 1971 in der Nachwuchsabteilung des FC Rot-Weiß Erfurt. Zwischen 1976 und 1978 absolvierte er mit der DDR-Juniorennationalmannschaft 21 Länderspiele. Bereits in der Saison 1977/78 wurde er in der Oberligamannschaft des FC Rot-Weiß Erfurt eingesetzt. In der Rückrunde spielte er für den verletzten etatmäßigen Rechtsverteidiger Wolfgang Birke in acht Punktspielen, in denen er sechsmal in der Startelf stand. Nachdem Becker in der Saison 1978/79 nur einmal in der Oberliga eingesetzt worden war, setzte ihn Trainer Manfred Pfeifer in der Spielzeit 1979/80, in der Birke Langzeitverletzter war, in 23 Punktspielen hauptsächlich als Rechtsverteidiger ein. Auf diese Weise kam er auch im Endspiel um den DDR-Fußballpokal am 17. Mai 1980 auf seiner Stammposition zum Zuge. Der FC Rot-Weiß verlor das Finale mit 1:3 nach Verlängerung gegen den FC Carl Zeiss Jena.
Nachdem Birke wiederhergestellt war, verlor Becker wieder seinen Platz in der Stammelf und kam in den Spielzeiten 1980/81 und 1981/82 jeweils nur viermal in der Oberliga zum Einsatz. In der Hinrunde der Saison 1982/83 wurde er unter dem neuen Trainer Siegmar Menz in sieben Oberligaspielen eingesetzt, bis er im November 1982 einen dreijährigen Militärdienst antrat. Während dieser Zeit spielte er für die Armeesportgemeinschaft Vorwärts Neubrandenburg in der zweitklassigen DDR-Liga und absolvierte zehn Punktspiele. Die ASG Neubrandenburg wurde Ende April 1984 aufgelöst, und Becker musste zur ASG Vorwärts Dessau wechseln. Dort bestritt er bis Mai 1985 weitere 35 DDR-Liga-Spiele.
Für die Saison 1985/86 erschien Becker wieder im Oberliga-Aufgebot des FC Rot-Weiß Erfurt. Er wurde jedoch zunächst in der DDR-Liga-Mannschaft FC Rot-Weiß II eingesetzt und kam erst in der Rückrunde mit elf Spielen in der Oberliga zum Einsatz, von denen er aber nur drei über die volle Spieldauer bewältigte. 1986/87 wurde er von Trainer Hans Meyer von Saisonbeginn an eingesetzt. In der Hinrunde wurde er überwiegend im Mittelfeld eingesetzt, als Manfred Pfeifer am 22. Spieltag wieder das Training übernahm, stellte er Becker wie früher in die Abwehr. Von den 26 Punktspielen bestritt Becker 21 Partien, wurde aber siebenmal ausgewechselt. Seine letzte Oberligasaison bestritt Becker 1987/88. Er wurde wieder vom ersten Spieltag an aufgeboten, handelte sich aber am 3. Spieltag einen Platzverweis ein und erhielt eine Sperre. Nachdem er vom 10. Spieltag an wieder eingesetzt werden konnte und an diesem Tag sein einziges Oberliga erzielte, bekam er nach vier Spielen seine dritte Verwarnung und wurde erneut gesperrt. Danach setzte ihn Trainer Pfeifer nur noch am 16. Spieltag für 70. Minuten ein. Am letzten Saisonspieltag wurde er zum Abschied noch einmal für 18 Minuten eingewechselt.
Zusammen mit seinen Mannschaftskameraden Martin Busse, Michael Oevermann und Josef Vlay wechselte Becker zur Saison 1988/89 zum DDR-Ligisten BSG Robotron Sömmerda, bei dem er bis 1991 66 Zweitligaspiele bestritt und zwei Tore erzielte.